# Гриб-зонтик червоніючий
Гриб-зо́нтик червоні́ючий (Chlorophyllum rhacodes, syn. Macrolepiota rhacodes) — гриб з родини печерицевих (Agaricaceae).

## Опис
Шапинка (5) 7—15 см у діаметрі, напівкуляста, потім опукло- або плоскорозпростерта, з опушеним краєм, сірувата, коричнювато-сірувата, волокниста, з численними великими лусками, що відстають у центрі, бурувато- або оливкувато-коричнева, гола. Пластинки білі, широкі, рідкі. Спори 8,5—12 Х 6—7 мкм, широкоовальні. Ніжка 8—12 Х 1—2 см, донизу злегка потовщена, біля основи з великою окантованою бульбою, білувата, гола, порожня, з широким пластівчастим нестійким кільцем. М'якуш білий, при розрізуванні червоніє, з приємним грибним запахом.

## Екологія та розповсюдження
Зустрічається по всій Україні: у лісах, парках і садах; у жовтні, листопаді. Добрий їстівний гриб. Використовують свіжим.

## Їстівність

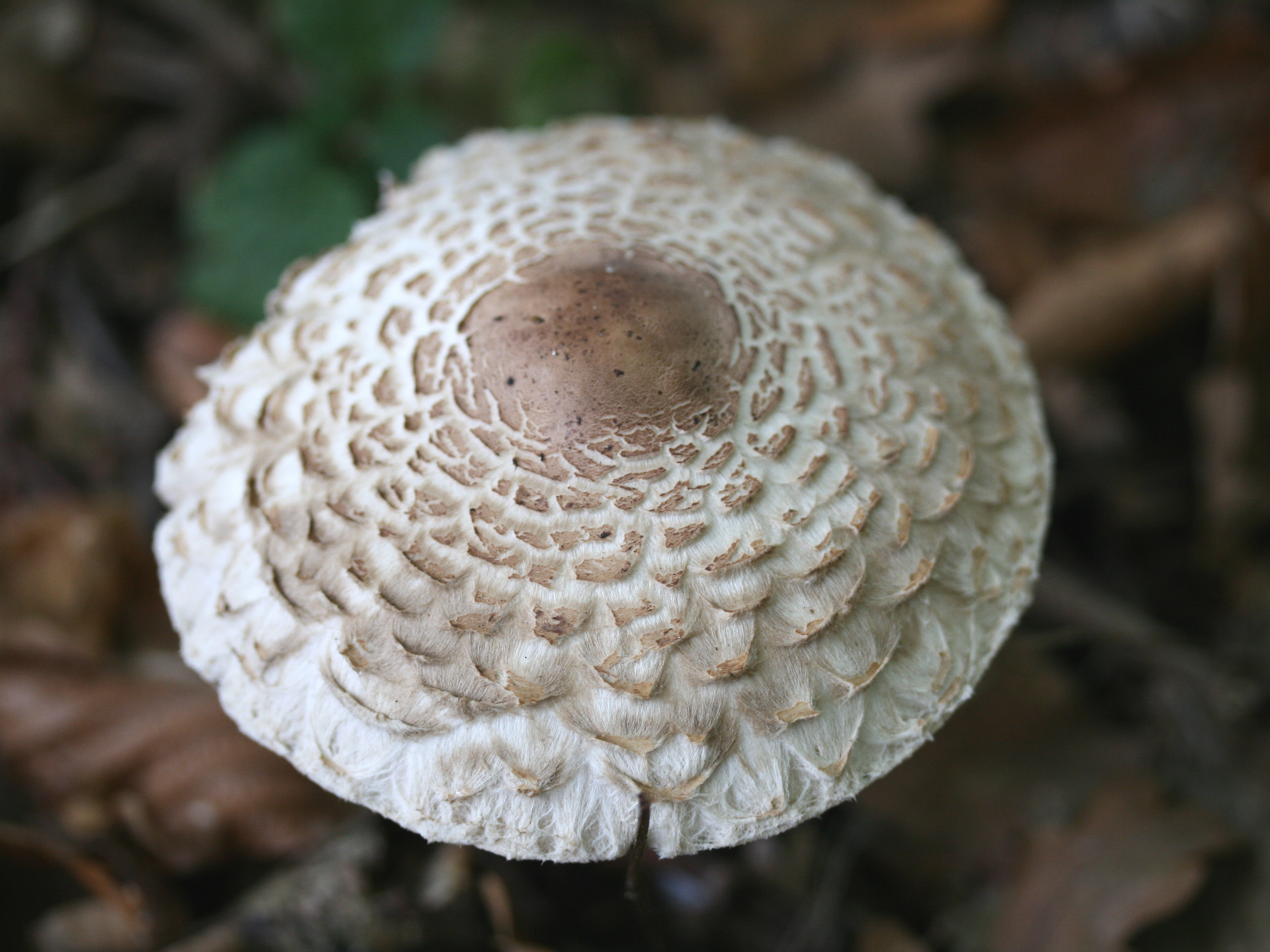
Chlorophyllum rhacodes

Гриб популярний серед любителів і зазвичай вважається їстівним. Однак, він містить токсини, що можуть призвести до розладу травлення при поїданні в сирому вигляді або недовареним, а в деяких людей спостерігалася сильна алергія при вживанні навіть після приготування гриба.
Крім того, молоді червоніючі гриби-парасолі зовні дуже схожі на отруйні Chlorophyllum molybdites (гриб, що викликає найбільше всього випадків отруєнь в Північній Америці щороку).